# Franz von Heufeld
Franz Heufeld, ab 1777 Edler von Heufeld, (1731 in Mainau am Bodensee – 1795 in Wien) war ein österreichischer Lustspieldichter, Literaturkritiker und Theaterleiter. 1777 wurde Heufeld gemeinsam mit seinem Bruder Karl in den erbländischen Adelstand erhoben.

## Leben und Werk
Sein Geburtsort Mainau zählte im 18. Jahrhundert zu Vorderösterreich. Heufeld studierte ab 1748 an der Wiener Universität und absolvierte Jurisprudenz und Philosophie. Danach schlug er eine Beamtenlaufbahn ein und leistete literarische Beiträge zu den ersten Wiener moralischen Wochenschriften Die Welt (1764–1766) und Der österreichische Patriot und die empfindsamen Briefe der Charlotte an den Mann ohne Vorurtheil, engagierte sich aber auch auf mannigfache Weise im Wiener Theaterleben.
Obwohl er in der Wiener Theaterdebatte der 1760er-Jahre zu den expliziten Gegnern der extemporierten Burleske und der Bernardoniade zählte, legte er nach dem Tod Philipp Hafners, der 1764 im Alter von nur 28 Jahren verstarb, einige satirische Possen vor, die zwar als Lustspiele bezeichnet wurden, jedoch nahe an die von ihm einst kritisierten Burlesken reichten und die von Ferdinand Raimund und Johann Nestroy geprägte Tradition der Wiener Komödie mitbegründeten. Seine Freundschaft mit dem einflussreichen Schriftsteller des Josephinismus, Joseph von Sonnenfels, endete folgerichtig mit dessen harscher Kritik an Heufelds Lustspiel Der Geburtstag.
Heufeld dramatisierte auch Henry Fieldings Tom Jones und Jean Jacques Rousseaus La Nouvelle Heloïse, womit er dem Genre des rührenden Lustspiels zum Durchbruch verhalf. Er empfahl Mozart, sich am Wiener Hof mit einer komischen deutschen Oper um eine Stelle zu bewerben, ein Ratschlag, den dieser vorerst ablehnte (und sich an der tragischen Zaide versuchte), schließlich jedoch annahm (und mit der Entführung aus dem Serail erfolgreich umsetzte). Heufeld machte sich auch um die Shakespeare-Rezeption verdient, er übersetzte, adaptierte und publizierte 1771 Hamlet, Prinz von Dänemark. Ein Trauerspiel in fünf Aufzügen nach dem Schakespear. Die Uraufführung seiner Fassung am 16. Jänner 1773 am Kärntnertortheater war die erste Hamlet-Aufführung im gesamten deutschen Sprachraum. Fast alle von Heufelds Stücken erlebten mehrere Nachdrucke und hielten sich über Jahrzehnte auf den Bühnen. In den Jahren 1769 und 1774–76 leitete er das von finanziellen Krisen gebeutelte Theater nächst dem Kärntnertor. Auch gab er gemeinsam mit Christian Gottlob Klemm zwei Jahrgänge des Wiener Theateralmanachs heraus.

## Mozart über Heufeld
„Den Brief von Heufeld hätten sie mir nicht schicken dürfen, er hat mir mehr verdruß als freude gemacht. Der Narr meint ich werde eine komische Oper schreiben; und so gerad auf ungewis, auf glück und Dreck. Ich glaub auch daß er seiner Edlerey keine Schande angethan hätte, wenn er der H. Sohn, und nicht ihr sohn geschrieben hätte. Nu, er ist halt ein wiener limmel; oder er glaubt die Menschen bleiben immer 12 jahr alt.“

## Lustspiele (Auswahl)
- Die Haushaltung nach der Mode. Oder: Was soll man für eine Frau nehmen?, 1765.
- Die Liebhaber nach der Mode. Oder: Was soll man für einen Mann nehmen?, 1766.
- Der Bauer aus dem Gebirge in Wien, 1767.
- Der Geburtstag, 1769.
- Julie oder Wettstreit der Pflicht und Liebe (nach Jean Jacques Rousseaus La Nouvelle Heloïse), 1770.
- Die Tochter des Bruder Philipps, 1771.
- Doktor Guldenschnitt, 1781.

## Erhältliche Publikationen
- Lustspiele, hg. von Johann Sonnleitner. Wien: Verlagsbüro Mag. Johann Lehner in Verlagskooperation mit Hollitzer, 2014. ISBN 978-3-99012-130-6